# Amblystegium sparsifolium
Amblystegium sparsifolium là một loài Rêu trong họ Amblystegiaceae. Loài này được (Hampe) A. Jaeger mô tả khoa học đầu tiên năm 1880.